# Ivanami Takuja
Ivanami Takuja (Hjógo, 1994. január 18. –) japán válogatott labdarúgó.

## Nemzeti válogatott
A japán U23-as válogatott tagjaként részt vett a 2016. évi nyári olimpiai játékokon.